# QuickBASIC
Microsoft QuickBASIC ([ˈmaɪkrəsɒft ˈkwɪkˈbeɪsɪk]; často zkracován správně na QB, nesprávně pak na QBasic, což je ale jiný program) je následník programovacího jazyka BASIC, vyvinutý společností Microsoft pro použití s operačním systémem MS-DOS. Vychází z jazyka GW-BASIC, přidává však uživatelsky definované typy, vylepšuje programové struktury, podporu grafiky a práce s diskem a krom interpretu je dodáván i s kompilátorem; Microsoft jej prodával jako komerční vývojové prostředí.

## Historie
První verze byla uvolněna 18. srpna 1985; dodávala se na jediné 5.25" disketě. QuickBasic přišel s výrazně odlišným vývojovým prostředím oproti těm v předchozích verzích BASICu. Uživatel mohl manipulovat s řádky kódu přímo v textovém editoru na obrazovce a nebylo již třeba číslování řádků.
Distribuce obsahovala i PC BASIC Compiler pro kompilaci do spustitelných DOSovských souborů; editor obsahoval také zabudovaný interpreter, umožňující programátorovi spustit program, aniž by musel opustit editor. Běžně se také používal k odladění programu předtím, než byl zkompilován. V chování interpreteru a kompilátoru byly ale malé rozdíly, a tak občas program, který bezchybně běžel v interpreteru, po kompilaci selhal, nebo se dokonce nezkompiloval vůbec.
Poslední verzí QuickBasicu byla 4.5 (1988), nicméně vývoj Microsoft Basic Professional Development System (PDS) pokračoval až do verze 7.1 (červen 1990). Vývojovému prostředí PDS se také říkalo QuickBASIC Extended (QBX). Následníkem QuickBASICu a PDS se stal Visual Basic pro MS-DOS 1.0, zahrnutý ve verzích Standard a Professional. Pozdější verze Visual Basicu už pro MS-DOS dostupné nebyly, neboť Microsoft chtěl, aby se vývojáři zaměřili na aplikace pro Windows.
V průběhu vývoje se QB čím dál, tím více vzdaloval od původního Basicu; i přes některé výhrady byl považován za skutečný strukturovaný programovací jazyk a ve vývojovém prostředí PDS 7.1 našel profesionální doplněk. Dočkal se mnoha nástrojů, knihoven funkcí, (sub)rutin apod. od třetích stran.
Podmnožina QuickBASICu 4.5, nazvaná QBasic, byla zahrnuta v distribuci MS-DOS 5 a vyšších a nahrazovala tak GW-BASIC, který byl s MS-DOSem dodáván dříve; ve srovnání s QuickBASICem je QBasic omezen jen na interpreter, postrádá některé funkce, je schopný pracovat jen s programy omezené délky a nepodporuje oddělené programové moduly. Jelikož nemá kompilátor, nelze přímo vytvářet spustitelné EXE soubory; programy napsané v QBasicu však mohou být zkompilovány pomocí QuickBASIC 4.5, PDS 7.1 nebo VBDOS 1.0.